# Merci (singolo)
Merci è un singolo del rapper italiano Carl Brave, pubblicato il 22 marzo 2019 come secondo estratto dal primo EP Notti brave (After).

## Video musicale
Il videoclip, diretto da Niccolò Berretta e girato tra Londra e Parigi, è stato pubblicato il 21 marzo 2019 attraverso il canale YouTube del rapper.

## Classifiche
| Classifica (2018) | Posizione massima |
| ----------------- | ----------------- |
| Italia            | 39                |